# COCO PARTY
『COCO PARTY〜for free cruise〜』（ココ・パーティ〜フォー・フリー・クルーズ〜）は、2004年7月31日までエフエム山口 (FMY) で放送されていたラジオ番組である。
毎回自動車関連の情報を取り上げていた番組で、山口県内のドライビングスポットとドライビングコース、ドライブに適した曲、ドライブとアウトドアに使えそうなグッズ類を紹介していた。また、モータースポーツ関連のリポートも行っていた。
放送時間は毎週土曜 12:30 - 12:55（日本標準時）。収録放送を基本とし、放送3日前の水曜日にエフエム山口第2スタジオで収録を行っていた。
番組は、一貫してスズキ自販山口の一社提供で放送されていた。2004年3月までは番組タイトルにスポンサー名を冠していなかったが、同年4月から『SUZUKI COCO PARTY』の題で放送されるようになった。そして同年7月にこのタイトルでの放送を終了し、『SUZUKI Drive ON』と題してリニューアルした。
2021年5月1日、約17年ぶりにスズキ自販山口の一社提供のドライビング情報プログラムが復活( 『SUZUKI  LUNCHEON  DRIVING』)する。この番組は『COCO PARTY』より1時間ほど早い時間だが、その時間にはかつて同業他社が番組をしていた。

## パーソナリティ
- BB金光
- 木谷美帆（スタート[いつ?] - 2000年9月）
- 沖永優子（2000年10月 - 2004年7月）
- 俊山真美（沖永体調不良時のピンチヒッター）

## 備考
この番組の放送時間中にエフエム山陰 (V-air) と岡山エフエム放送 (FM OKAYAMA) と広島エフエム放送 (HFM) が同時ネットしていたブロックネット番組『CELLULAR → au Upcoming J-Hits』は、エフエム山口では特別編成時を除いて放送されなかった。また、他のJFN加盟局がこの時間帯に放送していたエフエム東京 (TOKYO FM) 製作の全国ネット番組は、エフエム山口では日曜 9:30 - 10:00 に放送されていた。